# 5847 Wakiya
5847 Wakiya eller 1989 YB är en asteroid i huvudbältet som upptäcktes den 18 december 1989 av de båda japanska astronomerna Kazuro Watanabe och Kin Endate vid Kitami-observatoriet. Den är uppkallad efter japanen Nanayo Wakiya.